# Fallceon grandis
Fallceon grandis är en dagsländeart som beskrevs av González-lazo och Frederico F.Salles 2007. Fallceon grandis ingår i släktet Fallceon och familjen ådagsländor. Inga underarter finns listade i Catalogue of Life.